# Nanette Fabray
Nanette Fabray (San Diego, 27 de outubro de 1920 - Rancho Palos Verdes, 22 de fevereiro de 2018) foi uma atriz, cantora e dançarina estadunidense. Ela ganhou o Tony Award de melhor atriz em musical por sua atuação em Love Life. Em 1956, ganhou dois prêmios Emmy, como melhor comediante (como a categoria era então conhecida) e melhor atriz em um papel coadjuvante, por seu trabalho em Caesar's Hour.